# Fila
För andra betydelser, se Fila (olika betydelser).
Fila är ett internationellt varumärke och företag som tillverkar sportkläder och sportskor.
Fila grundades av bröderna Fila i Biella i norra Italien 1911. Man började med att tillverka kläder för invånarna i de italienska alperna. Under 1970-talet började man tillverka sportkläder, efter att tidigare ha haft underkläder som huvudsyssla. Stora affischnamn för företaget under 1970-talet var Björn Borg och Ingemar Stenmark.
Sedan 2007 är huvudkontoret förlagt till Seoul, efter att Fila köpts av sydkoreanen Gene (Yoon-Soo) Yoon, via Fila Korea.